# Wallace Sargent
Wallace Leslie William Sargent (ur. 15 lutego 1935 w Elsham, zm. 29 października 2012 w Los Angeles) – amerykański astronom pochodzenia brytyjskiego.

## Życiorys
Studiował na University of Manchester, gdzie uzyskał kolejno stopnie B.A., M.Sc oraz doktorat. W 1959 roku wyjechał na staż do California Institute of Technology. W latach 1962–1964 pracował w Królewskim Obserwatorium Astronomicznym w Greenwich. W 1966 roku ponownie przyjechał do Caltech, gdzie objął stanowisko assistant professor, stanowisko profesora zwyczajnego (full professor) uzyskał w 1971 roku. W latach 1997–2000 był dyrektorem Obserwatorium Palomar.
Podczas studiów zajmował się mechaniką płynów, potem obszar jego zainteresowań przesunął się w stronę astrofizyki, głównie obserwacji przy użyciu technik spektroskopowych. Obserwował gwiazdy osobliwe, gwiazdy w halo galaktycznym, galaktyki osobliwe i kwazary. Dużo uwagi poświęcił badaniom linii spektralnych kwazarów.
Jego doktorantami byli m.in. John Huchra i Alexei Filippenko.   
W 1964 roku ożenił się z Anneilą Cassells, również astronomem.

## Wyróżnienia i nagrody
- Helen B. Warner Prize for Astronomy (1969)
- Dannie Heineman Prize for Astrophysics (1991)
- Bruce Medal (1994)
- Henry Norris Russell Lectureship (2001)
- Planetoida (11758) Sargent została nazwana jego imieniem.